# Национальная ассоциация мелких земледельцев
Национальная ассоциация мелких земледельцев (исп. Asociación Nacional de Agricultores Pequeños, ANAP) — крестьянская организация Республики Куба, одна из самых массовых общественных организаций страны.

## История
Ассоциация была создана 17 мая 1961 года, во вторую годовщину начала аграрной реформы 17 мая 1959 года с целью объединения крестьян-единоличников для хозяйственной кооперации и взаимопомощи.
В 1992 году в организации состояло свыше 166 млн человек. В июле 1992 года XI сессия Национальной ассамблеи приняла поправки в конституцию Кубы, после чего (с 1993 года) ассоциация получила право на ведение самостоятельной международной деятельности.